# Världsmästerskapet i bandy för damer
Världsmästerskapet i bandy för damer har spelats sedan 2004, för det mesta vartannat år.

## Historik

### Länder som har deltagit
G = guld, S = silver, B = brons, X = deltog, men vann ingen medalj
| Landslag       | 04 | 06 | 07 | 08 | 10 | 12 | 14 | 16 | 18 | 20 | 22 |
| -------------- | -- | -- | -- | -- | -- | -- | -- | -- | -- | -- | -- |
| Finland        | B  | X  | X  | B  | X  | B  | B  | X  | X  | X  | B  |
| Norge          | X  | B  | B  | X  | B  | X  | X  | B  | B  | B  | S  |
| Ryssland       | S  | S  | S  | S  | S  | S  | G  | S  | S  | S  |    |
| Sverige        | G  | G  | G  | G  | G  | G  | S  | G  | G  | G  | G  |
| USA            | X  | X  | X  | X  | X  | X  | X  | X  | X  | X  | X  |
| Kanada         |    | X  | X  | X  | X  | X  | X  | X  |    |    |    |
| Ungern         |    |    | X  | X  |    |    |    |    |    |    |    |
| Kina           |    |    |    |    |    |    |    | X  | X  |    |    |
| Estland        |    |    |    |    |    |    |    |    | X  | X  | X  |
| Schweiz        |    |    |    |    |    |    |    |    | X  | X  | X  |
| Japan          |    |    |    |    |    |    |    |    |    | X  |    |
| Storbritannien |    |    |    |    |    |    |    |    |    |    | X  |
| Nederländerna  |    |    |    |    |    |    |    |    |    |    | X  |

### Historia
Den 22 februari 2004 vann Sverige den första världsmästerskapsturneringen i bandy för damer. Finland var arrangörsland. Fem länder deltog: Finland, Norge, Ryssland, Sverige och USA. De fyra bästa gick till slutspel; USA var laget som missade slutspelet. Sverige vann även världsmästerskapet 2006 i USA. Då deltog Kanada för första gången. Ungern debuterade 2007 som värdnation.
Till och med 2012 har dam-VM arrangerats sex gånger. Efter att herr-VM sedan 2003 gått över till årliga arrangemang, gjorde dam-VM sammalunda från 2006. Efter 2008 har man dock återgått till att arrangera dam-VM vartannat år.
Vid samtliga tillfällen har Sverige och Ryssland mötts i finalen, vilken alla sex gånger vunnits av Sverige, fram till att Ryssland 2014 lyckades vinna finalen mot Sverige med 3-1. Turneringens bronsmedaljer har genom åren fördelats mellan Finland och Norge, med fyra brons till Finland och fem till Norge: Även Kanada har spelat bronsmatcher men har aldrig vunnit någon medalj.
Gruppspelsmatcherna i damernas världsmästerskap spelas i 2x30 minuter, medan matcherna i slutspelet vissa år spelats i 2x45 minuter.

## VM-resultat 2004–
| År   | Värdnation | Final    | Final    | Final    | Match om tredjepris | Match om tredjepris | Match om tredjepris |
| År   | Värdnation | Vinnare  | Resultat | Tvåa     | Trea                | Resultat            | Fyra                |
| ---- | ---------- | -------- | -------- | -------- | ------------------- | ------------------- | ------------------- |
| 2004 | Finland    | Sverige  | 7–0      | Ryssland | Finland             | 8–1                 | Norge               |
| 2006 | USA        | Sverige  | 3–1      | Ryssland | Norge               | 2–1                 | Finland             |
| 2007 | Ungern     | Sverige  | 3–2      | Ryssland | Norge               | 00004–3 (str.)      | Kanada              |
| 2008 | Sverige    | Sverige  | 5–2      | Ryssland | Finland             | 5–3                 | Norge               |
| 2010 | Norge      | Sverige  | 3–2      | Ryssland | Norge               | 3–2                 | Kanada              |
| 2012 | Ryssland   | Sverige  | 5–3      | Ryssland | Finland             | 4–1                 | Kanada              |
| 2014 | Finland    | Ryssland | 3–1      | Sverige  | Finland             | 3–2                 | Norge               |
| 2016 | USA        | Sverige  | 1–0      | Ryssland | Norge               | 3–2                 | Kanada              |
| 2018 | Kina       | Sverige  | 1–0      | Ryssland | Norge               | 5–2                 | Finland             |
| 2020 | Norge      | Sverige  | 3–1      | Ryssland | Norge               | 6–1                 | Finland             |
| 2022 | Sverige    | Sverige  | 12–0     | Norge    | Finland             | 5–2                 | USA                 |

## Medaljfördelning
Medaljfördelning damer 2004–
| Land     | Guld | Silver | Brons |
| -------- | ---- | ------ | ----- |
| Sverige  | 10   | 1      | 0     |
| Ryssland | 1    | 9      | 0     |
| Norge    | 0    | 1      | 6     |
| Finland  | 0    | 0      | 5     |